# (11449) Stephwerner
(11449) Stephwerner es un asteroide perteneciente al cinturón de asteroides, descubierto el 22 de agosto de 1979 por Claes-Ingvar Lagerkvist desde el Observatorio de La Silla, Chile.

## Designación y nombre
Designado provisionalmente como 1979 QP. Fue nombrado por la geofísica alemana Stephanie C. Werner (nacida en 1974) quien ha investigado la cronoestratigrafía y la historia evolutiva geológica de Marte.

## Características orbitales
Stephwerner está situado a una distancia media del Sol de 2,908 ua, pudiendo alejarse hasta 3,003 ua y acercarse hasta 2,814 ua. Su excentricidad es 0,033 y la inclinación orbital 1,126 grados. Emplea 1811,67 días en completar una órbita alrededor del Sol.
El próximo acercamiento a la órbita de Júpiter ocurrirá el 30 de septiembre de 2094.
Pertenece a la familia de asteroides de (158) Koronis.

## Características físicas
La magnitud absoluta de Stephwerner es 13,32. 